# Bertold von Nordhausen
Bertold von Nordhausen, także Bertoldus de Northusen, Northusin (urodz. ?, zm. po 1287) – komtur bałgijski w latach 1258–1261, komtur ziemi chełmińskiej w latach 1264–1268 oraz 1274–1276, komtur bierzgłowski w roku 1278, komtur krajowy Lotaryngii w latach 1286–1287

## Życiorys
Nie ma pewności co do miejsca pochodzenia Bertolda von Nordhausen. Część historyków skłania się ku Turyngii i miasta Nordhausen na przedgórzu Harzu. Najprawdopodobniej jednak Bertold wywodził się z rodziny rycerskiej pochodzącej z miejscowości Nordhouse w Alzacji.
Bertold von Nordhausen do Prus przybył przed rokiem 1258. W tymże roku objął stanowisko komtura Bałgi, które sprawował przez następne cztery lata. Następnym potwierdzonym stanowiskiem, które sprawował Bertold było przewodnictwo komturstwa ziemi chełmińskiej. W międzyczasie mógł być preceptorem elbląskiego konwentu. Urząd komtura ziemi chełmińskiej sprawował do roku 1268, kiedy to udał się do baliwatu czesko-morawskiego. Bertold von Nordhausen wrócił do Prus i jak podają źródła w latach 1274-1276 ponownie sprawował urząd komtura ziemi chełmińskiej. Według Piotra z Dusburga, Bertold von Nordhausen nie odznaczał się odpowiednimi umiejętnościami dowódczymi i wymaganą na tej placówce energią. Po najazdach jakie dokonali Jaćwingowie na ziemie chełmińską i niezadowalającej postawie Bertolda, został on przeniesiony do Bierzgłowa. W roku 1285 Bertold opuścićł Prusy i w styczniu 1286 roku objął urząd komtura Lotaryngii, który sprawował co najmniej przez rok.